# Saint Thomas Lowland
Saint Thomas Lowland är en parish i Saint Kitts och Nevis. Den ligger i den sydöstra delen av landet, 20 km sydost om huvudstaden Basseterre. Antalet invånare är 1 791. Arean är 18,0 kvadratkilometer. Saint Thomas Lowland ligger på ön Nevis. Huvudort är Cotton Ground.
I Saint Thomas Lowland ligger udden Cades Point och stranden Pinney's Beach.

## Historia
- Jamestown var en brittisk bosättning ort i utkanten av Morton Bay i slutet av 1600-talet.[2]